# 2925 Beatty
2925 Beatty eller 1978 VC5 är en asteroid i huvudbältet som upptäcktes den 7 november 1978 av de båda amerikanska astronomerna Eleanor F. Helin och Schelte J. Bus vid Palomarobservatoriet. Den är uppkallad efter J. Kelly Beatty.
Asteroiden har en diameter på ungefär 7 kilometer.